# T23
T23 är en modell diesellok för normalspår. SJ köpte i mitten av 1950-talet in 25 st smalspåriga diesellok med littera Tp för att ersätta ånglok på banor med 891 mm spårvidd. Då flera smalspårsbanor lades ned kring mitten av 1960-talet hade man ett överskott på lok. Då loken inte kunde säljas beslöt man att bygga om 15 st till normalspår. Lokkorgarna breddades något och ett nytt ramverk byggdes. Axelföljden ändrades från 1'C1' till D. Man behöll dock drivningen med koppelstänger. Loken fick också en likadan färgsättning som T21, med en brunröd färg på korgen och en gul dekorlinje som framtill och baktill bildade ett V. 
Loken togs ur trafik på 1970-talet och de flesta ställdes undan som konserverade beredskapslok. Ett lok blev industrilok. 2002 såldes kvarvarande lok till museiföreningar och skrothandlare. Senaste aktiva tjänst utanför museitrafiken är det lok som växlat i Varberg.